# 강릉 신복사지 석조보살좌상
강릉 신복사지 석조보살좌상(江陵 神福寺址 石造菩薩坐像)은 대한민국 강원특별자치도 강릉시 신복사지에 있는, 고려시대의 석조 보살 좌상이다.
1963년 1월 21일 대한민국의 보물 제84호 신복사지석불좌상(神福寺址石佛坐像)으로 지정되었다가, 2010년 8월 25일 현재의 명칭으로 변경되었다.
갑석 높이는 22cm, 불상 높이는 121cm, 대좌 높이는 22cm이다. 탑을 향해서 공양하는 모습의 보살상으로 고려 초기인 10세기 후반기에 제작된 것이다. 보살상은 탑을 향해서 왼쪽 무릎을 세우고 공양하는 자세로 복판앙련(複瓣仰蓮) 대좌(臺座) 위에 앉아 있다. 원통형의 높은 보관(寶冠) 위에 8각의 천개(天蓋)를 씌웠다. 부드럽고 복스런 얼굴에 비대하고 풍만한 체구를 지녔고, 규칙적인 간격의 옷주름과 단순해진 장신구 등에서 신라적인 요소가 사라지고 고려 초기 즉 10세기 후반의 특징을 잘 보여주고 있다.

## 개요
강원도 강릉시에 있는 신복사는 통일신라 문성왕 12년(850년)에 범일국사가 처음 세웠다. 강릉 신복사지 삼층석탑(보물 제87호)을 향하여 공양하고 있는 모습의 보살상을 표현하였는데, 왼쪽 다리를 세우고 오른쪽 다리를 꿇어 앉은 자세를 하고 있으며 두 손은 가슴에 모아 무엇인가를 잡고 있는 모습이다.
원통형의 높다란 관(冠)을 쓰고 있는 얼굴은 풍만한데다가 만면에 웃음을 띠고 있어 복스럽게 보인다. 관 밑으로 드러난 머리카락은 어깨너머로 길게 늘어져 있으며, 양 어깨에서부터 걸쳐 내져진 옷자락은 몸의 굴곡을 따라 자연스럽게 표현되어 보살상의 사실성을 더해준다. 팔찌, 목걸이, 옷주름은 굵은 띠처럼 묘사되었으며 전체적으로 둥글고 둔중한 조각수법을 보인다. 이러한 자세나 조각 솜씨는 평창 월정사 팔각 구층석탑(국보 제48호)앞의 공양보살상과 유사한 것으로 같은 지방 계열의 특징으로 여겨진다.
보살이 앉아있는 대좌(臺座)는 윗면을 둥글게 하여 보살이 들어앉을 수 있도록 하였으며, 바깥쪽에는 큼직큼직하게 2겹의 연꽃잎을 조각하였다.
규칙적인 간격의 옷주름과 단순해진 장신구, 대좌의 조각수법 등에서 화려한 신라적 요소가 사라지고 고려 초기의 둔화된 표현 양식이 나타나고 있다.

## 같이 보기
- 강릉 신복사지 삼층석탑 - 보물 제87호

## 참고 문헌
- 강릉 신복사지 석조보살좌상 - 국가유산청 국가유산포털
- 이 문서에는 다음커뮤니케이션(현 카카오)에서 GFDL 또는 CC-SA 라이선스로 배포한 글로벌 세계대백과사전의 내용을 기초로 작성된 글이 포함되어 있습니다.